# Sočerga
Sočerga (wł. San Quirico) – wieś w Słowenii, w gminie miejskiej Koper. 1 stycznia 2018 liczyła 60 mieszkańców.